# Dicranum eggersii
Dicranum eggersii är en bladmossart som beskrevs av C. Müller 1900. Dicranum eggersii ingår i släktet kvastmossor, och familjen Dicranaceae. Inga underarter finns listade i Catalogue of Life.